# Felsősebes (Szlovákia)
Felsősebes (szlovákul: Vyšná Šebastová) község Szlovákiában, az Eperjesi kerület Eperjesi járásában.

## Fekvése
Eperjestől 7 km-re keletre fekszik.

## Története
Területén már az újkőkorban laktak emberek, a bükki kultúra népe.
A települést 1272-ben „Feulsebus” néven említik először. 1300-ban „Fel Sebes”, 1427-ben „Felso Zebes” néven szerepel az írott forrásokban. Az 1427-es adóösszeírásban 30 portával szerepel. Lakói zsellérek voltak, akik mezőgazdasággal, kertészkedéssel foglalkoztak. Egykori várát 1550-ben a felbőszült eperjesiek rombolták le. 1787-ben 75 házában 488 lakos élt.
A 18. század végén Vályi András így ír róla: „Alsó, Felső Sebes. egygyik Mezőváros, másik tót falu Sáros Várm. földes Ura Gr. Haller Uraság; Szentiványi Uraságnak kastéllya van itten; ’s a’ Sz. Ferentz’ Szerzetebéli Atyáknak Klastromjok; lakosaik katolikusok, fekszenek egymáshoz nem mezsze, Eperjeshez fél mértföldnyire; Ispotállya is van; határbéli földgyeik középszerűek, fájok, legelőjök elég van; piatzok közel.”
1828-ban 110 háza volt 841 lakossal.
Fényes Elek 1851-ben kiadott geográfiai szótárában így ír a faluról: „Sebes (Felső), tót falu, Sáros vmegyében, A. Sebeshez 1/4 órányira: 419 r., 53 g. kath., 8 evang., 9 zsidó lak. Vizimalom. Van itt az erdős hegyek közt egy régi, romokban heverő kősziklára épült vár. F. u. gr. Haller.”
1920 előtt Sáros vármegye Eperjesi járásához tartozott.
A falunak kőbányája, téglagyára volt.

## Népessége
| Év:            | 1994. | 2004.   | 2014.    | 2024.    |
| -------------- | ----- | ------- | -------- | -------- |
| Emberek száma: | 944   | 1022    | 1191     | 1349     |
| Eltérés:       |       | +8,26 % | +16,53 % | +13,26 % |

| Év:            | 2023. | 2024.   |
| -------------- | ----- | ------- |
| Emberek száma: | 1351  | 1349    |
| Eltérés:       |       | -0,14 % |

1910-ben 510, túlnyomórészt szlovák anyanyelvű lakosa volt.
2001-ben 958 lakosából 940 szlovák volt.
2011-ben 1130 lakosából 1081 szlovák volt.

## Neves személyek
- Bornemisza Zoltán (1851-1927) gyümölcsészeti vándortanár, fatenyésztési felügyelő, állatgyógyász, szakíró, tartalékos hadnagy.

## Nevezetességei
- Római katolikus temploma 1625-ben épült, Alexandriai Szent Katalin tiszteletére szentelték, belseje 1685-ben készült el. A 18. század végén átépítették.